# Hans-Reinhard Koch
Hans-Reinhard Koch (ur. 27 listopada 1929 w Leinefelde, zm. 25 kwietnia 2018 w Erfurcie) – niemiecki duchowny rzymskokatolicki, w latach 1985–2004 biskup pomocniczy Erfurtu (do 1994 administratury apostolskiej, następnie diecezji). 

## Życiorys
Święcenia kapłańskie przyjął 17 lipca 1955 w diecezji Fuldy. Udzielił ich mu Josef Freusberg, ówczesny biskup pomocniczy tej diecezji. 15 maja 1985 papież Jan Paweł II mianował go biskupem pomocniczym ówczesnej administratury apostolskiej Erfurtu, ze stolicą tytularną Mediana. Sakry udzielił mu 6 lipca 1985 administrator apostolski bp Joachim Wanke. 27 listopada 2004, dokładnie w dniu osiągnięcia biskupiego wieku emerytalnego (75 lat), opuścił urząd i został biskupem seniorem diecezji. 